# Monte Foster
Il Monte Foster (in lingua inglese: Mount Foster) è una montagna antartica che con i suoi 2.105 m di altezza rappresenta la vetta più elevata dell'Imeon Range, la catena montuosa che occupa interamente l'Isola Smith, che fa parte delle Isole Shetland Meridionali, in Antartide.
In seguito alle più recenti misurazioni che hanno ridotto l'altezza del Monte Irving dalle precedenti stime di 2.300 m a 1.950 m, attualmente il Monte Foster viene considerato la più alta vetta delle Isole Shetland Meridionali.

## Caratteristiche
Il massiccio nel suo complesso è composto da tre cime, il Monte Foster propriamente detto che è la vetta più meridionale, Evlogi Peak (2090 m) che è la cima centrale e Antim Peak (2070 m) la settentrionale.
La prima ascensione fu effettuata il 29 gennaio 1996 da un gruppo di alpinisti condotto da Greg Landreth.

## Denominazione
L'attuale denominazione è stata assegnata in onore del capitano Henry Foster, comandante del veliero britannico HMS Chanticleer, che aveva esplorato le Isole Shetland Meridionali nel 1829.

## Localizzazione
Il Monte Foster è collegato tramite la Zavet Saddle al Slaveykov Peak a sudovest e sormonta il Ghiacciaio Bistra a ovest, il Ghiacciaio Chuprene a nord-nordovest, il Ghiacciaio Rupite a est, il Ghiacciaio Landreth a sudest e il Ghiacciaio Dragoman a sud-sudest. Il monte è situato 5,45 km a nordest del Riggs Peak, 2,78 km a sud-sudest di Garmen Point, 7,64 km a sudovest del Monte Pisgah e 3,86 km a nord-nordovest di Ivan Asen Point.
Mappatura bulgara nel 2009.

## Mappe
- Chart of South Shetland including Coronation Island, &c. from the exploration of the sloop Dove in the years 1821 and 1822 by George Powell Commander of the same. Scale ca. 1:200000. London: Laurie, 1822.
- L.L. Ivanov. Antarctica: Livingston Island and Greenwich, Robert, Snow and Smith Islands. Scale 1:120000 topographic map. Troyan: Manfred Wörner Foundation, 2010. ISBN 978-954-92032-9-5 (First edition 2009. ISBN 978-954-92032-6-4)
- South Shetland Islands: Smith and Low Islands. Scale 1:150000 topographic map No. 13677. British Antarctic Survey, 2009.
- Antarctic Digital Database (ADD). Scale 1:250000 topographic map of Antarctica. Scientific Committee on Antarctic Research (SCAR). Since 1993, regularly upgraded and updated.
- L.L. Ivanov. Antarctica: Livingston Island and Smith Island. Scale 1:100000 topographic map. Manfred Wörner Foundation, 2017. ISBN 978-619-90008-3-0